# Charles Allen Moser
Charles Allen Moser (* 1952) ist ein US-amerikanischer Arzt, Internist und Sexologe mit einem Forschungsschwerpunkt auf Individuen aus den LGBT-, BDSM- und Fetisch-Szenen, die ihre sexuellen Interessen in ihr Leben integrieren wollen. Moser ist ein bekannter Internist und Spezialist für Sexualmedizin.

## Karriere
Moser machte seinen B.S. in Physik 1974 an der State University of New York at Stony Brook. 1975 bekam er den M.S.W. von der University of Washington und den Ph.D. von dem nicht-akkreditierten Institute for Advanced Study of Human Sexuality in 1979. Gegenwärtig ist er daselbst Professor der Sexologie und Dean of Professional Studies. Er bekam den M.D. 1991 an der Hahnemann University School of Medicine. Er ist seit 1980 ein Facharzt für Sexualheilkunde and seit 1994 Facharzt für Innere Medizin. Moser war Präsident der Westlichen Region der Society for Scientific Study of Sexuality und ist Mit-Herausgeber der Zeitschrift San Francisco Medicine.
Publikationen beinhalteten Diskussionen über Paraphilien, Brustwarzenpiercing, Sadomasochismus, Safer Sex, Orgasmus und die Effekte von Drogen auf sexuelle Funktionen. Er und Peggy Kleinplatz kritisierten Aspekte des Diagnostic and Statistical Manual of Mental Disorders und argumentierten für die Streichung der Paraphilien und von Dyspareunie daraus.

## Veröffentlichungen
- mit M. S. Weinberg und C. J. Williams: The Social Constituents of Sadomasochism. In: Social Problems. 31(4), 1984, S. 379–389.
- mit E. E. Levitt: An exploratory-descriptive study of a sadomasochistically oriented sample. In: Journal of Sex Research. 23(3), 1987, S. 322–337.
- mit S. Auerback: Groups for the Wives of Gay and Bisexual Men. In: Social Work. 32, 1987, S. 321–325.
- Lust, lack of desire, and paraphilias: Some thoughts and possible connections. In: Journal of Sex & Marital Therapy. 18(1), 1992, S. 65–69.
- mit E. E. Levitt und K. V. Jamison: The prevalence and some attributes of females in the sadomasochistic subculture: A second report. In: Archives of Sexual Behavior. 3(4), 1994, S. 465–473.
- mit J. J. Madeson: Bound to Be Free: The SM Experience. Continuum International Publishing Group, 1998, ISBN 0-8264-1047-2.
- Health Care Without Shame: A Handbook for the Sexually Diverse and Their Caregivers. Greenery Press, 1999, ISBN 1-890159-12-3.
- mit W. Stock: Feminist sex therapy in the age of Viagra. In: P. J. Kleinplatz (Hrsg.): New Directions in Sex Therapy-Innovations and Alternatives Brunner-Routledge, 2001, ISBN 0-87630-967-8.
- Paraphilia: Another confused sexological concept. In: P. J. Kleinplatz (Hrsg.): New Directions in Sex Therapy-Innovations and Alternatives. Brunner-Routledge, 2001, ISBN 0-87630-967-8.
- mit J. W. Hardy: Sex Disasters (And How To Survive Them). Greenery Press, 2002, ISBN 1-890159-44-1.
- mit P. J. Kleinplatz: Transvestitic fetishism: Psychopathology or iatrogenic artifact? In: New Jersey Psychologist. 52(2), 2002, S. 16–17.
- mit P. J. Kleinplatz: DSM-IV-TR and the paraphilias: An argument for removal. In: Journal of Psychology and Human Sexuality. 17(3/4), 2005, S. 91–109.
- Dyspareunia: Another Argument for Removal. In: Archives of Sexual Behavior 34(1), 2005, S. 44–46.
- mit P. J. Kleinplatz: Sadomasochism: Powerful Pleasures. Routledge, 2006, ISBN 1-56023-639-6.